# Горас Грант
Горас Джуніор Грант (англ. Horace Junior Grant, нар. 4 липня 1965, Огаста, Джорджія) — американський професіональний баскетболіст, що грав на позиціях важкого форварда і центрового за низку команд НБА. Чотириразовий чемпіон НБА. Брат-близнюк баскетболіста Гарві Гранта та дядько Джеріана Гранта і Джерамі Гранта.

## Ігрова кар'єра
Починав грати в баскетбол у команді Старшої школи центрального Генкока (Спарта, Джорджія). На університетському рівні грав за команду Клемсон (1983–1987). 
1987 року був обраний у першому раунді драфту НБА під загальним 10-м номером командою «Чикаго Буллз». Спочатку замінював на майданчику форварда Чарльза Оуклі, а після того як він пішов з команди 1989 року, став гравцем стартової п'ятірки. Грант також одразу став найкращим у команді за підбираннями, а в атаці був третьою опцією після Майкла Джордана і Скотті Піппена. Найсильнішою його стороною була гра в захисті, що дозволило йому бути включеним до Збірної всіх зірок захисту НБА чотири рази. Допоміг Чикаго виграти три чемпіонати НБА (1991, 1992, 1993). Особливо відзначився 1993 року, заблокувавши кидок Кевіна Джонсона на останніх секундах фінального матчу. Після першого закінчення кар'єри Джордана 1993 року, став другою зіркою в команді після Піппена. 1994 року зіграв у матчі всіх зірок за команду Сходу.
1994 року як вільний агент перейшов до складу «Орландо Меджик», приєднавшись до Шакіла О'Ніла та Пенні Гардевея. У першому ж сезоні допоміг команді дійти до фіналу НБА, де вона поступилась «Х'юстон Рокетс». 
1999 року перейшов до «Сіетл Суперсонікс», у складі якої провів наступний сезон своєї кар'єри.
Наступною командою в кар'єрі гравця була «Лос-Анджелес Лейкерс», за яку він відіграв один сезон. У складі «Лейкерс» вчетверте став чемпіоном НБА.
2001 року повернувся до «Орландо Меджик». Проте в грудні 2002 був відрахований з команди через конфлікт з головним тренером Доком Ріверсом, який вважав Гранта «раковою пухлиною команди».
Останньою ж командою в кар'єрі гравця стала «Лос-Анджелес Лейкерс», до складу якої він приєднався 2003 року і за яку відіграв один сезон. Більшість часу проведеного у «Лейкерс» підмінював Карла Мелоуна. 

## Статистика виступів в НБА
| † | Позначає сезон, в якому Горас Грант ставав чемпіоном НБА |

### Регулярний сезон
| Сезон              | Команда                | GP   | GS   | MPG  | FG%  | 3P%  | FT%  | RPG  | APG | SPG | BPG | PPG  |
| ------------------ | ---------------------- | ---- | ---- | ---- | ---- | ---- | ---- | ---- | --- | --- | --- | ---- |
| 1987–88            | «Чикаго Буллз»         | 81   | 6    | 22.6 | .501 | .000 | .626 | 5.5  | 1.1 | .6  | .7  | 7.7  |
| 1988–89            | «Чикаго Буллз»         | 79   | 79   | 35.6 | .519 | .000 | .704 | 8.6  | 2.1 | 1.1 | .8  | 12.0 |
| 1989–90            | «Чикаго Буллз»         | 80   | 80   | 34.4 | .523 | –    | .699 | 7.9  | 2.8 | 1.2 | 1.1 | 13.4 |
| 1990–91†           | «Чикаго Буллз»         | 78   | 76   | 33.9 | .547 | .167 | .711 | 8.4  | 2.3 | 1.2 | .9  | 12.8 |
| 1991–92†           | «Чикаго Буллз»         | 81   | 81   | 35.3 | .578 | .000 | .741 | 10.0 | 2.7 | 1.2 | 1.6 | 14.2 |
| 1992–93†           | «Чикаго Буллз»         | 77   | 77   | 35.6 | .508 | .200 | .619 | 9.5  | 2.6 | 1.2 | 1.2 | 13.2 |
| 1993–94            | «Чикаго Буллз»         | 70   | 69   | 36.7 | .524 | .000 | .596 | 11.0 | 3.4 | 1.1 | 1.2 | 15.1 |
| 1994–95            | «Орландо Меджик»       | 74   | 74   | 36.4 | .567 | .000 | .692 | 9.7  | 2.3 | 1.0 | 1.2 | 12.8 |
| 1995–96            | «Орландо Меджик»       | 63   | 62   | 36.3 | .513 | .167 | .734 | 9.2  | 2.7 | 1.0 | 1.2 | 13.4 |
| 1996–97            | «Орландо Меджик»       | 67   | 67   | 37.3 | .515 | .167 | .715 | 9.0  | 2.4 | 1.5 | 1.0 | 12.6 |
| 1997–98            | «Орландо Меджик»       | 76   | 76   | 36.9 | .459 | .000 | .678 | 8.1  | 2.3 | 1.1 | 1.0 | 12.1 |
| 1998–99            | «Орландо Меджик»       | 50   | 50   | 33.2 | .434 | .000 | .671 | 7.0  | 1.8 | .9  | 1.2 | 8.9  |
| 1999–00            | «Сіетл Суперсонікс»    | 76   | 76   | 35.4 | .444 | .000 | .721 | 7.8  | 2.5 | .7  | .8  | 8.1  |
| 2000–01†           | «Лос-Анджелес Лейкерс» | 77   | 77   | 31.0 | .462 | .000 | .775 | 7.1  | 1.6 | .7  | .8  | 8.5  |
| 2001–02            | «Орландо Меджик»       | 76   | 76   | 29.1 | .513 | –    | .721 | 6.3  | 1.4 | .8  | .6  | 8.0  |
| 2002–03            | «Орландо Меджик»       | 5    | 1    | 17.0 | .520 | –    |      | 1.6  | 1.4 | .6  | .0  | 5.2  |
| 2003–04            | «Лос-Анджелес Лейкерс» | 55   | 10   | 20.1 | .411 | .000 | .722 | 4.2  | 1.3 | .4  | .4  | 4.1  |
| Усього за кар'єру  | Усього за кар'єру      | 1165 | 1037 | 33.2 | .509 | .063 | .692 | 8.1  | 2.2 | 1.0 | 1.0 | 11.2 |
| В іграх усіх зірок | В іграх усіх зірок     | 1    | 0    | 17.0 | .250 | –    |      | 8.0  | 2.0 | 1.0 | 2.0 | 4.0  |

### Плей-оф
| Сезон             | Команда                | GP  | GS  | MPG  | FG%  | 3P%   | FT%   | RPG  | APG | SPG | BPG | PPG  |
| ----------------- | ---------------------- | --- | --- | ---- | ---- | ----- | ----- | ---- | --- | --- | --- | ---- |
| 1988              | «Чикаго Буллз»         | 10  | 0   | 29.9 | .568 | .000  | .600  | 7.0  | 1.6 | 1.4 | .2  | 10.1 |
| 1989              | «Чикаго Буллз»         | 17  | 17  | 36.8 | .518 | –     | .800  | 9.8  | 2.1 | .6  | .9  | 10.8 |
| 1990              | «Чикаго Буллз»         | 16  | 16  | 38.5 | .509 | .000  | .623  | 9.9  | 2.5 | 1.1 | 1.1 | 12.2 |
| 1991†             | «Чикаго Буллз»         | 17  | 17  | 39.2 | .583 | –     | .733  | 8.1  | 2.2 | .9  | .4  | 13.3 |
| 1992†             | «Чикаго Буллз»         | 22  | 22  | 38.9 | .541 | .000  | .671  | 8.8  | 3.0 | 1.1 | 1.8 | 11.3 |
| 1993†             | «Чикаго Буллз»         | 19  | 19  | 34.3 | .546 | –     | .685  | 8.2  | 2.3 | 1.2 | 1.2 | 10.7 |
| 1994              | «Чикаго Буллз»         | 10  | 10  | 39.3 | .542 | 1.000 | .738  | 7.4  | 2.6 | 1.0 | 1.8 | 16.2 |
| 1995              | «Орландо Меджик»       | 21  | 21  | 41.4 | .540 | .000  | .763  | 10.4 | 1.9 | 1.0 | 1.1 | 13.7 |
| 1996              | «Орландо Меджик»       | 9   | 9   | 37.1 | .649 | –     | .867  | 10.4 | 1.4 | .8  | .7  | 15.0 |
| 1999              | «Орландо Меджик»       | 4   | 4   | 32.0 | .367 | –     | .625  | 7.0  | 1.3 | .5  | .5  | 6.8  |
| 2000              | «Сіетл Суперсонікс»    | 5   | 5   | 37.0 | .407 | –     | .500  | 6.2  | 2.0 | 1.6 | 1.0 | 4.8  |
| 2001†             | «Лос-Анджелес Лейкерс» | 16  | 16  | 26.4 | .385 | –     | .733  | 6.0  | 1.2 | .9  | .8  | 6.0  |
| 2002              | «Орландо Меджик»       | 4   | 4   | 31.8 | .364 | –     | 1.000 | 7.8  | 2.3 | .8  | .3  | 4.5  |
| Усього за кар'єру | Усього за кар'єру      | 170 | 160 | 36.3 | .530 | .125  | .714  | 8.6  | 2.1 | 1.0 | 1.0 | 11.2 |